# Prvenstvo LjNP 1920
Il Prvenstvo Ljubljanske nogometne podzveze 1920. (it. "Campionato della sottofederazione calcistica di Lubiana 1920") fu la prima edizione del campionato organizzato dalla Ljubljanska nogometna podzveza (LNP).
Il torneo fu vinto dal Ilirija, al suo primo titolo nella LNP.

## Avvenimenti
```
La 
Ljubljanska nogometna podzveza
 viene fondata il 23 aprile 1920 per i club del territorio delle regioni di 
Lubiana
 e 
Maribor
. Il giorno della sua fondazione ci sono sette club:
[
3
]

da Lubiana: Ilirja, Slovan e Sparta
da Celje:   Celje
da Maribor: Rapid, Herta e Rote Elf
Subito dopo si uniscono altri 13 club:
da Lubiana: Primorje, Hermes, Jadran, LASK e Svoboda
da Celje:   Atletik, Svoboda, Slavija e Vojnik
da Ptuj:    SK Ptuj
da Maribor: 1.SSK Maribor e SV Vesna
da Kranj:   Sava (poi ridenominato Triglav)
```

```
Il primo campionato è formato da 3 squadre etnicamente slovene: 
Ilirija
, 
Slovan
 e 
1.SŠK Maribor
; più altre 4 di etnia tedesca: 
Rapid
, 
Hertha
 e 
Rote Elf
 da 
Maribor
, più il 
SK Cillier Athletik
 da 
Celje
.
[
4
]

L'
Ilirija
 avrebbe dovuto accedere al 
Državno prvenstvo
 (
campionato nazionale
) per designare la squadra campione, ma nel 1920 questo torneo non si tenne.
[
5
]
```

## Classifica
|                   | Pos. | Squadra        | Pt | G | V | N | P | GF | GS | QR     |
| ----------------- | ---- | -------------- | -- | - | - | - | - | -- | -- | ------ |
|                   | 1.   | Ilirija        | 12 | 6 | 6 | 0 | 0 | 51 | 3  | 17,000 |
|                   | 2.   | Rapid Marburg  | 8  | 6 | 4 | 0 | 2 | 16 | 18 | 0,888  |
|                   | 3.   | Slovan Lubiana | 7  | 6 | 3 | 1 | 2 | 13 | 15 | 0,866  |
|                   | 4.   | Hertha Maribor | 7  | 6 | 3 | 1 | 2 | 16 | 19 | 0,842  |
|                   | 5.   | Athletik Celje | 6  | 6 | 2 | 2 | 2 | 20 | 22 | 0,909  |
|                   | 6.   | Rote Elf       | 2  | 6 | 1 | 0 | 5 | 10 | 29 | 0,344  |
|                   | 7.   | 1.SŠK Maribor  | 0  | 6 | 0 | 0 | 6 | 11 | 31 | 0,354  |
| Fonte: exyufudbal |      |                |    |   |   |   |   |    |    |        |

Legenda:
      Campione della LNP
  Partecipa agli spareggi
      Retrocessa in seconda classe
Note:
Due punti a vittoria, uno a pareggio, zero a sconfitta.

## Risultati
23.05.1920. Slovan - Cillier SV 2-2, Ilirija - Rapid 10-0
24.05.1920. Ilirija - Cillier SV 10-0
30.05.1920. Rapid - Hertha 3-0, Slovan - Rote Elf 3-0
06.06.1920. Rapid - Slovan 1-3
13.06.1920. Cillier SV - Hertha 3-3
19.06.1920. Rote Elf - Ilirija 1-10
20.06.1920. Hertha - Ilirija 0-8, Cillier SV - Rote Elf 5-0
27.06.1920. Rapid - Rote Elf 2-1
04.07.1920. Hertha - Rote Elf 6-0
11.07.1920. Slovan - Hertha 2-3, Rapid - SSK Maribor 5-0
18.07.1920. Hertha - SSK Maribor 4-3, Ilirija - Slovan 8-0
25.07.1920. Cillier SV - SSK Maribor 6-2
31.07.1920. SSK Maribor - Ilirija 2-5
04.08.1920. Rote Elf - SSK Maribor 8-3
08.08.1920. Slovan - SSK Maribor 3-1, Cillier SV - Rapid 4-5